# Mikhail Vakhrushev
Mikhail Dmitriyevich Vakhrushev (tiếng Nga: Михаил Дмитриевич Вахрушев; sinh ngày 25 tháng 7 năm 1995) là một cầu thủ bóng đá người Nga thi đấu cho FC Kolomna.

## Sự nghiệp câu lạc bộ
Anh có màn ra mắt tại Giải bóng đá chuyên nghiệp quốc gia Nga cho F.K. Saturn Ramenskoye vào ngày 20 tháng 7 năm 2016 trong trận đấu với FC Metallurg Lipetsk.